# Unagi
Unagi (L'anguila) és una pel·lícula japonesa realitzada per Shohei Imamura, estrenada el 1997, que ha obtingut la Palma d'Or al Festival Internacional de Cinema de Canes, ex aequo amb  Ta'm e guilass  (El gust de les cireres) d'Abbas Kiarostami.

## Argument
Yamashita assassina la seva dona adúltera amb diverses ganivetades. Vuit anys més tard, se li atorga la llibertat condicional. Té idea d'obrir una perruqueria, en un racó perdut de la regió de Tòquio. Refent un antic casalot amb les seves pròpies mans, Yamashita aconsegueix donar cos al seu objectiu, i el saló obre ràpidament. Poc temps després, salva, completament per casualitat, la vida d'una jove que ha fet una temptativa de suïcidi. Ella li demanarà de treballar al seu costat. Malgrat l'aprehensió que sent, Yamashita acceptarà, i la jove aportarà a l'austera perruqueria aquest toc d'alegria i de feminitat que hi mancava. Yamashita seguirà tanmateix reclòs en el seu mutisme, no confiant més que en una anguila, recollida quan era a la presó.

## Repartiment
- Kôji Yakusho: Takuro Yamashita
- Misa Shimizu: Keiko Hattori
- Mitsuko Baisho: Misako Nakajima
- Akira Emoto: Tamotsu Takasaki
- Fujio Tsuneta: Jiro Nakajima
- Shō Aikawa: Yuji Nozawa
- Ken Kobayashi: Masaki Saito
- Sabu Kawahara: Seitaro Misato
- Etsuko Ichihara: Fumie Hattori
- Tomorowo Taguchi: Eiji Dojima
- Chiho Terada: Emiko Yamashita